# 3-Ball

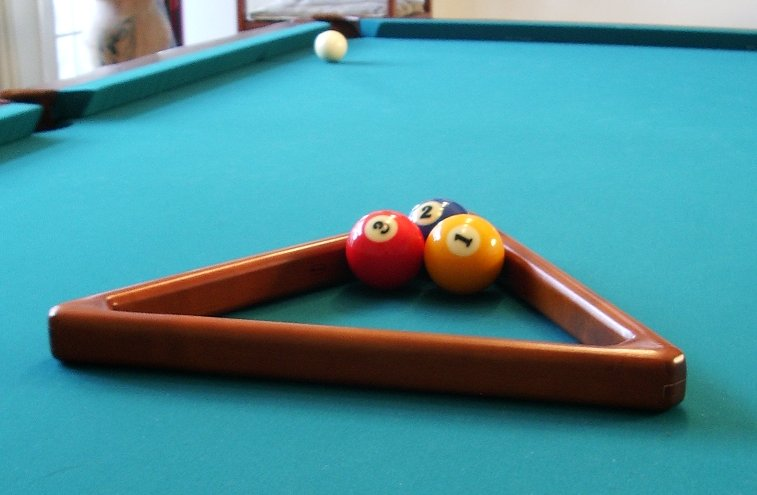
Anordnung der drei Objektkugeln beim Aufbau im Dreieck

3-Ball bzw. 3 Ball ist eine Disziplin des Poolbillards, bei der mit drei durchnummerierten Objektbällen und dem weißen Spielball auf einem Poolbillardtisch gespielt wird. Ziel des Spieles ist, nach dem Anstoß in möglichst wenigen Stößen alle drei Kugeln zu lochen.

## Regeln
Die allgemeinen Pocketbillardregeln sind auf diese Disziplin nicht anzuwenden. Bälle müssen, sowohl beim Anstoß, als auch im Spiel, nicht verpflichtend eine Bande anlaufen. Das Loch muss vorher nicht angesagt werden.

### Ziel des Spiels
3-Ball basiert auf einem Punktesystem. Hierbei muss man nach dem Anstoß in möglichst wenigen Stößen versuchen, alle drei auf dem Tisch liegenden Kugeln zu versenken. Jeder Stoß, auch der Anstoß, zählt dabei als Punkt. Da hier, ähnlich wie beim Golf, die Anzahl der benötigten Stöße hintereinander gezählt werden, gibt es im Gegensatz zum Poolbillard keinen Aufnahmenwechsel. Das Verschießen eines Stoßes zählt als Stoß, dennoch bleibt der agierende Spieler weiterhin am Tisch. Bei einem Foul erhält der Spieler einen zusätzlichen Strafpunkt und muss den Spielball vom Anstoßpunkt aus weiterspielen.

### Aufbau
Der Aufbau erfolgt in Form eines Dreiecks ohne erkennbarem Muster.

### Spielgewinn
Der Sieger der Partie ist derjenige Spieler, der in einer Spielrunde die wenigsten Stöße benötigt. Bei Gleichstand beginnt eine neue Runde.

## Besonderheiten
Da 3-Ball noch mehr als andere Disziplinen wie zum Beispiel 9-Ball vom Glück beim Anstoß und weniger vom Können des Spielers abhängig ist, ist es insbesondere bei Einsteigern oder Kleingeld-Zockern beliebt. Daher ist auch eine Ringgame-Variante mit mehr als zwei Teilnehmern üblich.
Der Reiz des Spiels zeigt sich, sobald es nötig ist, mit einem Stoß mehrere Kugeln zu versenken, um beispielsweise eine geringere Punktzahl als die üblichen 4 („Break and run out“) zu erhalten.